# Obóz pracy w Bełżcu
Obóz pracy w Bełżcu – niemiecki nazistowski obóz pracy funkcjonujący od maja do listopada 1940 roku we wsi Bełżec.
Obóz w Bełżcu był centralnym ośrodkiem dla grupy obozów pracy zorganizowanych przez Niemców we wschodniej części dystryktu lubelskiego Generalnego Gubernatorstwa. Zsyłano doń przede wszystkim Żydów, a obok nich także Romów i Sinti oraz Polaków. Więźniowie byli skoszarowani w zabudowaniach miejscowej parowozowni, folwarku i młyna. Przez obóz i jego filie przeszło łącznie kilkanaście tysięcy osób. Więźniowie pracowali przy budowie rowu przeciwczołgowego na ówczesnej granicy niemiecko-sowieckiej. Wielu poniosło śmierć na skutek głodu, chorób, wyczerpania i brutalności strażników.
Prawdopodobnie doświadczenia związane z funkcjonowaniem obozu pracy miały wpływ na późniejszą decyzję Niemców o ulokowaniu w Bełżcu obozu zagłady dla Żydów.

## Geneza
Od pierwszych dni okupacji niemieckie władze wojskowe, policyjne i cywilne zmuszały Żydów do wykonywania rozmaitego rodzaju robót przymusowych. Swoistym poligonem doświadczalnym był pod tym względem dystrykt lubelski Generalnego Gubernatorstwa. Tamtejszy Dowódca SS i Policji, SS-Brigadeführer Odilo Globocnik, podejmował bowiem liczne zabiegi, aby przejąć z rąk administracji cywilnej kontrolę nad żydowską siłą roboczą. To właśnie z jego inicjatywy w grudniu 1939 roku przy ul. Lipowej w Lublinie zorganizowano pierwszy obóz pracy dla Żydów w Generalnym Gubernatorstwie. Tylko w 1940 roku na terenie dystryktu lubelskiego powstało 58 podobnych obozów, z czego 50 było przeznaczonych wyłącznie dla Żydów. Do końca okupacji Niemcy zorganizowali w tym regionie łącznie 137 obozów pracy.
Jednocześnie kierownictwo SS forsowało koncepcję budowy wielkiego rowu przeciwpancernego (Grenzwall) na ówczesnej granicy niemiecko-sowieckiej. W styczniu 1940 roku Reichsführer-SS Heinrich Himmler zaproponował Naczelnemu Dowództwu Wojsk Lądowych wykorzystanie 2,5 mln żydowskich robotników przymusowych do pracy przy budowie umocnień przygranicznych. Owe fortyfikacje miały docelowo zabezpieczyć 140-kilometrowy odcinek granicy niemiecko-sowieckiej, rozciągający się pomiędzy Bugiem a Sanem.
W tym samym czasie Niemcy rozważali również przekształcenie Lubelszczyzny w gigantyczny „żydowski rezerwat”. W związku z planami masowych przesiedleń Żydów z III Rzeszy i ziem wcielonych SS-Gruppenführer Reinhard Heydrich zaproponował w styczniu 1940 roku utworzenie sieci obozów pracy w Generalnym Gubernatorstwie. Zakładano osadzenie w nich kilkuset tysięcy Żydów, którzy zostaliby następnie zatrudnieni przy budowie nadgranicznych umocnień lub do innych robót.
Owe trzy przesłanki – dążenie do wyegzekwowania obowiązku pracy od ludności żydowskiej, potrzeby militarne oraz niezrealizowany ostatecznie plan utworzenia „żydowskiego rezerwatu” na Lubelszczyźnie – leżały zdaniem Tadeusza Radzika u genezy utworzenia obozu pracy w Bełżcu.

## Struktura i administracja obozu
Obóz pracy w Bełżcu powstał wiosną 1940 roku. Początkowo mieścił się w zabudowaniach miejscowego folwarku, a jego więźniami byli Romowie i Sinti. „Obóz cygański” przez dwa miesiące funkcjonował równolegle do „obozu żydowskiego”. Podczas narady w dniu 18 lipca 1940 roku gubernator dystryktu lubelskiego Ernst Zörner poinformował jednak, że pozostający jeszcze przy życiu Sinti zostaną wywiezieni do gminy Hańsk. Nadal zamierzano natomiast zsyłać do Bełżca polskich Romów.
Wiosną 1940 roku Odilo Globocnik powołał do życia tzw. komórkę umocnień granicznych (niem. SS-Grenzsicherungs-Baukommando), która miała nadzorować prace fortyfikacyjne na granicy niemiecko-sowieckiej. Siedzibę „komórki” ulokowano w Bełżcu. 29 maja wysłano tam pierwszą grupę żydowskich robotników przymusowych.
Komendantem obozu pracy w Bełżcu był SS-Obersturmbannführer Hermann Dolp. Cieszył się on opinią wyjątkowego sadysty i był odpowiedzialny za śmierć wielu więźniów. Zastępcą Dolpa był SS-Hauptscharführer Franz Bartetzko. W skład personelu SS-Grenzsicherungs-Baukommando weszło także m.in. dwóch oficerów SS, którzy odegrali później istotną rolę w operacji wymordowania Żydów w Generalnym Gubernatorstwie: Georg Michalsen i Richard Thomalla.
W sierpniu 1940 roku do Bełżca skierowano tak dużą liczbę Żydów, że wykorzystywane dotąd obiekty uległy całkowitemu zapełnieniu. Wymusiło to na Niemcach zorganizowanie kilku obozów filialnych i podobozów. W ten sposób Bełżec stał się centralnym ośrodkiem dla grupy obozów pracy utworzonych w strefie przygranicznej. Przez długi czas w skład kompleksu obozowego wchodziło sześć placówek:
- Bełżec-Dwór[a] (ok. 1 tys. więźniów)
- Bełżec-Młyn[b] (ok. 500 więźniów)
- Bełżec-Parowozownia[c] (ok. 1,5 tys. więźniów)
- Cieszanów (ok. 2–3 tys. więźniów)
- Lipsko (ok. 2 tys. więźniów)
- Płazów (ok. 1250 więźniów)

Przez krótki czas, w październiku 1940 roku, centralnemu ośrodkowi w Bełżcu podlegał także podobóz w Dzikowie Starym. Z obozu w Cieszanowie przetransferowano tam wtedy około tysiąca więźniów. Komendantem podobozu w Dzikowie Starym był Oskar Dirlewanger.
W praktyce – wyjąwszy jedynie przełom maja i czerwca 1940 roku, kiedy to obóz znajdował się w fazie organizacji – administracja obozowa znajdowała się w rękach żydowskich. Społeczność żydowską obciążono również całością kosztów utrzymania obozu i jego więźniów. Już na początku czerwca komendantura obozu powołała do życia tzw. Gremium, którego przewodniczącym został inż. Henryk Bekker – piastujący jednocześnie stanowisko prezesa Judenratu w Lublinie. „Gremium” funkcjonowało do 21 sierpnia 1940 roku. Jego zadaniem było przygotowanie kwater dla więźniów, zapewnienie środków materialnych na utrzymanie obozu (w tym dostaw żywności), organizowanie transportu robotników przymusowych, przekazywanie korespondencji. Początkowo w skład żydowskiej obsługi obozu wchodził jeden lekarz, jeden inżynier i trzech urzędników administracyjnych. Od czerwca w obozie stale przebywali również delegaci lubelskiego Judenratu: Leon Zylberrajch i Wolf Fajgeles.
21 sierpnia 1940 roku do Bełżca przybył prezes Bekker wraz z dwoma innymi członkami lubelskiego Judenratu. Podjęto wtedy decyzję o utworzeniu Centralnej Rady Obozowej z Zylberrajchem jako przewodniczącym. W składzie Rady znalazł się ponadto Fajgeles, pełniący jednocześnie funkcję naczelnego lekarza obozowego, a obok niego także Jakub Glat z Zamościa i Szmul Orgun z Hrubieszowa. Początkowo Centralna Rada zatrudniała dziesięciu urzędników, z czasem ich liczba wzrosła do piętnastu. Podlegały jej ponadto rady żydowskie podobozach w Cieszanowie, Lipsku i Płazowie, z których każda zatrudniała od 4 do 12 urzędników. W samym Bełżcu nie powołano osobnej rady obozowej – jej funkcję spełniała Centralna Rada. Organem wykonawczym Centralnej Rady była Kancelaria Główna, którą kierował G. Wajsman. Kancelaria odpowiadała za ewidencję więźniów i prowadzenie wszelkiego rodzaju korespondencji. Nadzorowała także pracę czterech wydziałów: pocztowego, aprowizacyjnego, buchalteryjnego i magazynowego.
Bekker liczył, że powołanie Centralnej Rady usprawni niesienie pomocy więźniom. W praktyce okazała się ona jednak instytucją nieudolną i skorumpowaną. Większość urzędników została bowiem zatrudniona dzięki protekcji, a swą pracę traktowała jako źródło zarobku oraz synekurę chroniącą od wyczerpującej pracy przy budowie umocnień. Janusz Peter – polski lekarz, który utrzymywał stały kontakt z więźniami leczonymi w Tomaszowie Lubelskim – twierdził, powołując się na relacje tych ostatnich, że urzędnicy Rady wymuszali łapówki od więźniów, którzy starali się o skierowanie do lżejszych prac. Urzędnicy zatrudnieni w wydziale pocztowym mieli także okradać wysyłane więźniom paczki lub żądać łapówek za ich wydanie. Naczelny lekarz Wolf Fajgeles miał nawet domagać się wysokich łapówek za wystawienie skierowania do szpitala w Tomaszowie.

## Więźniowie

### Liczba i narodowość

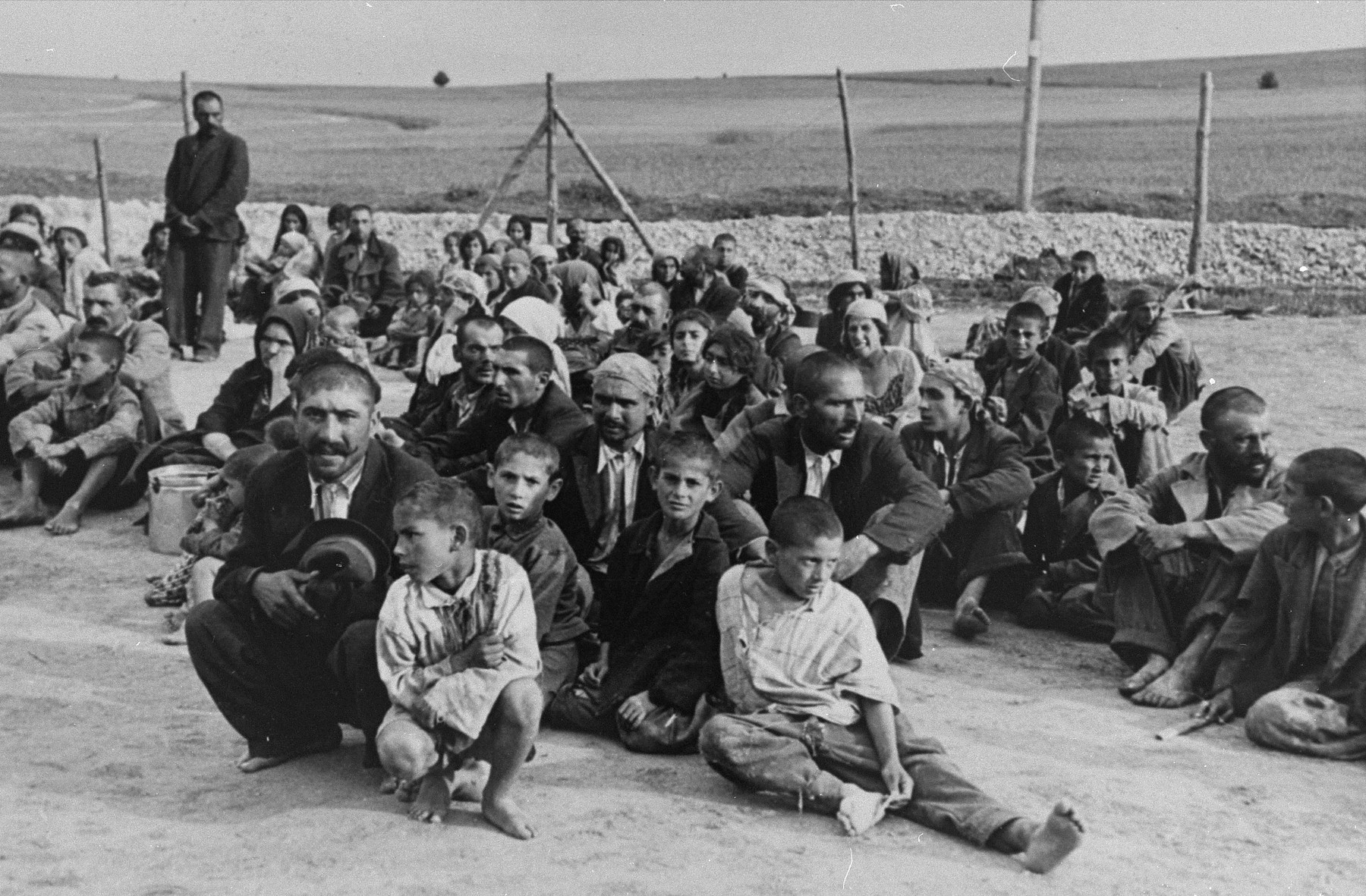
Romowie i Sinti zesłani do Bełżca

Liczba więźniów, których przetrzymywano w obozie pracy w Bełżcu i jego filiach ulegała zmianom się skutek zwolnień, zgonów oraz przeniesień. W listopadzie 1940 roku, tj. w okresie likwidacji, przebywało tam około 8 tys. osób. Całkowitą liczbę więźniów, którzy przewinęli się przez obozy podległe „komórce umocnień granicznych”, historycy szacują na kilkanaście tysięcy.
Pierwszymi więźniami byli Romowie i Sinti. Wśród tych ostatnich było 1140 osób, które w ostatniej dekadzie maja 1940 roku wysiedlono z obszaru III Rzeszy i Protektoratu Czech i Moraw, w szczególności z Hamburga i Lubeki. Obok Sinti w Bełżcu osadzano także polskich Romów ujętych na terenie Generalnego Gubernatorstwa, prawdopodobnie pochodzących przede wszystkim z terenów Lubelszczyzny i Podkarpacia.
29 maja z Lublina skierowano do Bełżca pierwszą stuosobową grupę Żydów. Były to osoby, które tego dnia na wezwanie władz niemieckich zgłosiły się do pracy w obozie przy ul. Lipowej. Dwa tygodnie później liczba więźniów żydowskich sięgała już 190. Kolejny transport ze 150 Żydami przybył 8 lipca, natomiast do 14 sierpnia do Bełżca skierowano jeszcze 350 więźniów z Lublina i Piask. Globocnik szybko doszedł jednak do wniosku, że liczba robotników przymusowych jest absolutnie niewystarczająca, jeśli wziąć pod uwagę zakres planowanych prac fortyfikacyjnych. Szacował, że dla ukończenia robót potrzebować będzie 30 tys. robotników niewykfalifikowanych i 1 tys. robotników wykwalifikowanych, a dodatkowo jeszcze 3 tys. robotników w samym obozie centralnym w Bełżcu. Jako że administracja cywilna, której formalnie podlegały urzędy pracy, początkowo opierała się jego żądaniom, Globocnik polecił podległym sobie formacjom SS i policji przeprowadzić w Lublinie szeroko zakrojoną łapankę. W jej wyniku ujęto 300 Żydów (22–23 lipca). Owa metoda nacisku okazała się skuteczna. 9 sierpnia wydział pracy w urzędzie generalnego gubernatora zgodził się wysłać na Lubelszczyznę dodatkowe kontyngenty żydowskich robotników przymusowych z dystryktów krakowskiego, radomskiego i warszawskiego. Uzgodniono ponadto, że Globocnik będzie mógł podejmować „zwiększone wysiłki w celu pozyskiwania zdolnych do pracy Żydów”, przy czym urzędy pracy miały być z wyprzedzeniem informowane o planowanych łapankach i uczestniczyć w „rozdzielaniu schwytanych Żydów”.
Od tego momentu napływ żydowskich więźniów nabrał charakteru masowego. Do końca sierpnia z miast dystryktu radomskiego wysłano na Lubelszczyznę 24 transporty, w których przywieziono 8298 Żydów. Większość trafiła do Bełżca i jego podobozów. Do końca września z dystryktu radomskiego przybyło kolejnych pięć transportów z 1073 Żydami. W sierpniu do obozów pracy na Lubelszczyźnie wysłano także cztery transporty z dystryktu warszawskiego, w których znalazło się 2,8 tys. Żydów. Do grudnia liczba deportowanych wzrosła do 5253 osób, z czego 4118 pochodziło z Warszawy. Żaden transport nie przybył z dystryktu krakowskiego.
Globocnik nie zrezygnował także z pozyskiwania przymusowej siły roboczej we własnym dystrykcie. W nocy z 13 na 14 sierpnia przeprowadzono w Lublinie wielką łapankę. Następnego dnia do Bełżca wywieziono 1362 żydowskich mężczyzn. Akcję przeprowadzono w takim pośpiechu, że wśród ujętych znaleźli się starcy, dzieci, a nawet osoby chore i inwalidzi. Tej samej nocy wielką łapankę, ochrzczoną kryptonimem Stieglitz, przeprowadzono w pozostałych miastach dystryktu lubelskiego (Biłgoraj, Chełm, Hrubieszów, Krasnystaw, Tarnogród, Tomaszów Lubelski, Werbkowice, Zamość). Rezultaty akcji okazały się jednak skromniejsze od zakładanych, gdyż wielu młodych Żydów zdołało zawczasu zbiec. Część schwytanych została ponadto zwolniona ze względu na wiek i stan zdrowia lub wyreklamowana przez administrację cywilną z uwagi na ich fachowe umiejętności. Do Bełżca wysłano ostatecznie około 850 osób.
Część robotników przymusowych przybyłych z dystryktów radomskiego i warszawskiego zgłosiła się na ochotnika, zachęcona obietnicami płacy i wyżywienia. Wśród wywiezionych przeważali najubożsi, gdyż zamożniejsi Żydzi zazwyczaj mieli możliwość uniknięcia wywózki dzięki uiszczeniu łapówki. Lubelscy Żydzi mogli z kolei uzyskać zwolnienie z obozu pod warunkiem, że Judenrat wyznaczy i skieruje do obozu zastępcę, w zamian za co oni sami lub ich rodziny uiszczą w kasie gminnej odpowiednią opłatę. Proceder ten wiązał się z licznymi nadużyciami i doprowadził do sytuacji, w której o skierowaniu do obozu, czy też jakichkolwiek prac przymusowych, decydował status materialny. W sierpniu 1940 roku prezes Henryk Bekker zdołał przeforsować uchwałę, która głosiła, że Judenrat nie będzie więcej zajmować się wyznaczaniem zastępców dla robotników przymusowych. Dla rady było to jednak bardzo ważne źródło dochodów, stąd mimo sprzeciwu Bekkera już miesiąc później decyzję tę uchylono. Ustalono jednocześnie, że 50 proc. przychodów z opłat za wyznaczenie zastępców zasili kasę Judenratu, 25 proc. zostanie przekazane na pomoc więźniom, a kolejne 25 proc. na wsparcie dla rodzin najuboższych więźniów. Spotkało się to z oburzeniem lubelskich Żydów.
Obok Żydów i Romów do obozu w Bełżcu trafiali również polscy rolnicy z terenów dystryktu lubelskiego, aresztowani pod zarzutem niedostarczenia kontyngentów żywnościowych.

### Warunki bytowe i traktowanie

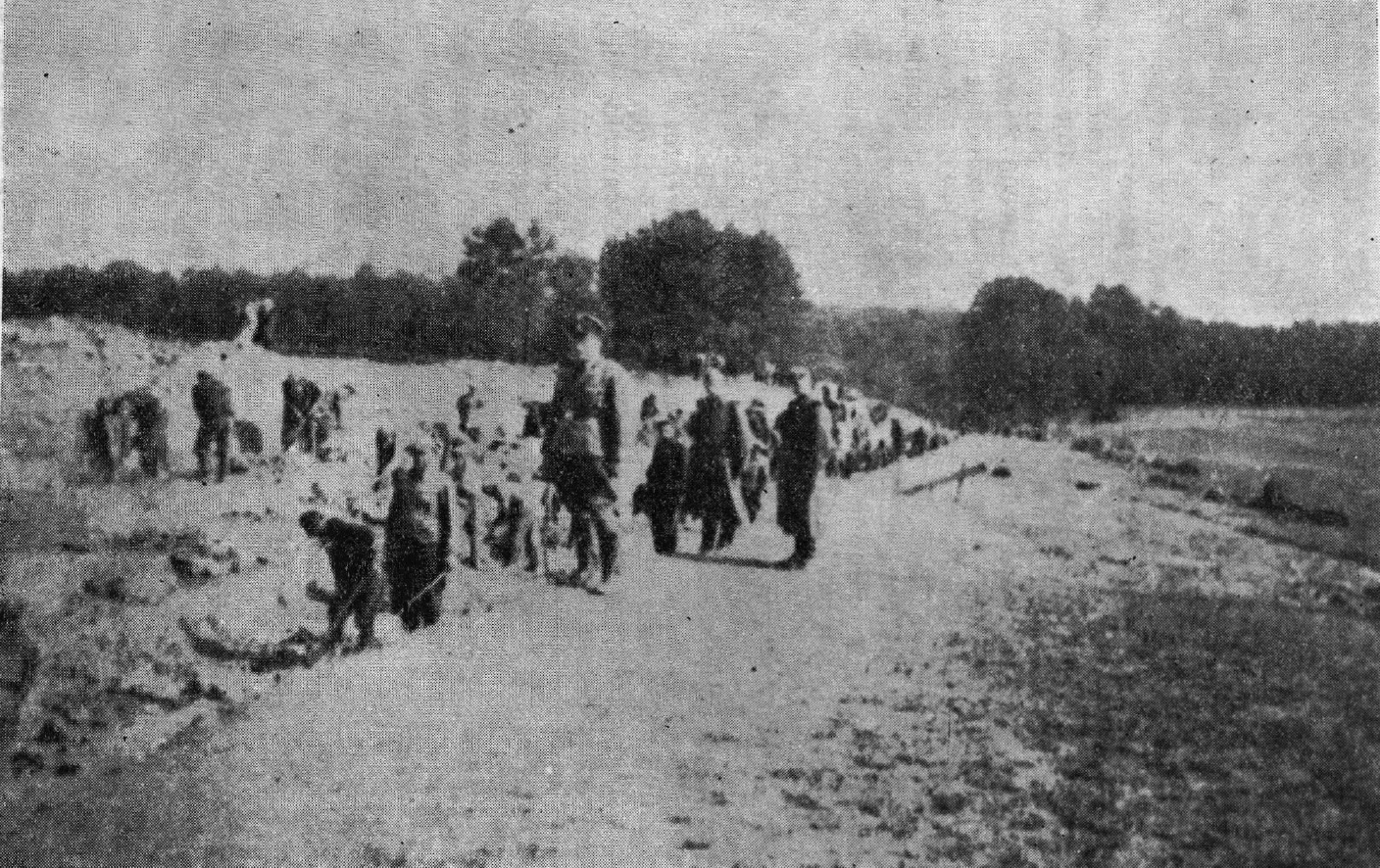
Więźniowie pracujący przy budowie rowu przeciwpancernego

Od samego początku fatalne warunki panowały w „obozie cygańskim”. Jego więźniowie masowo umierali na skutek chorób i okrucieństwa strażników, którzy bili ich i mordowali pod byle pretekstem. Według Janusza Petera sytuacja w obozie była tak tragiczna, że „matki oddawały noworodki mężom udającym się do kąpieli, by je potopili”. Z kolei według niemieckiej Sinti, która przeżyła pobyt w obozie, Niemcy mieli potajemnie mordować małe dzieci podając im zatrute mleko i chleb.
Fatalne warunki panowały także w obozach pracy utworzonych na potrzeby budowy umocnień przygranicznych. Brakowało tam urządzeń sanitarnych i najpotrzebniejszych przedmiotów, nie wyłączając nawet ubrań. Sytuację sanitarną pogarszał fakt, że mimo licznych przypadków biegunki komendant Dolp zakazał Żydom korzystania z ustępów w godzinach nocnych. Gdy w połowie sierpnia 1940 roku gwałtownie zwiększyła się liczba więźniów, Niemcy z zaledwie półgodzinnym wyprzedzeniem poinformowali administrację żydowską o spodziewanych transportach. W rezultacie tysiące Żydów musiały przez kilka dni koczować pod gołym niebem, zanim skierowano ich do nowo utworzonych podobozów.
Dzienna racja żywnościowa wynosiła oficjalnie 500 gramów chleba, 400 gramów kartofli, 100 gramów mięsa i 40 gramów kawy. W rzeczywistości więźniom wydawano znacznie mniejsze racje żywnościowe. Według Janusza Petera na śniadanie otrzymywali jedynie kubek kawy i 300 gramów chleba, a na obiad – pół litra cienkiej zupy. Ta ostatnia często była gotowana na bazie zgniłych warzyw, stęchłej mąki lub zarobaczonych głów krowich. W konsekwencji w obozach panował głód, szerzyła się wszawica i choroby zakaźne, w szczególności dyzenteria. Codziennie opieki medycznej wymagało 400 więźniów, a co tydzień kilkudziesięciu zwalniano z przyczyn zdrowotnych.
Głównym zadaniem więźniów była budowa rowu przeciwpancernego na granicy ze Związkiem Radzieckim. Docelowo miał on mieć 7,5 metra szerokości i 2,5 metra głębokości. Prace prowadzono na odcinku o długości 50 kilometrów – od Bełżca do Dzikowa Starego. Część więźniów zatrudniono także przy budowie dróg i regulacji rzek. Pewna ich liczba pracowała ponadto w obozowych warsztatach i administracji. Więźniowie byli zmuszeni pracować przez siedem dni w tygodniu, nawet po dziesięć godzin dziennie, bez względu na warunki atmosferyczne. Pracę rozpoczynano między godziną 4:00 a 6:00 rano, kończono natomiast o godzinie 16:00. Warunki pracy w połączeniu z niskimi racjami żywnościowymi szybko doprowadzały do wyniszczenia organizmów więźniów. Według Petera: „już po miesiącu pracy przymusowej Żydzi byli widmami chodzącymi w łachmanach”. Inne źródło podaje natomiast, że po kilku tygodniach spędzonych w obozie dorośli mężczyźni ważyli 30 kilogramów.
Wielu więźniów ginęło na skutek brutalności strażników. Okrucieństwem wyróżniał się zwłaszcza komendant Dolp. Pod pretekstem konieczności poprawienia stanu higieny zarządził, aby Żydzi dwa razy dziennie kąpali się w bełżeckim stawie. Jego „rozrywką” było przy tym zmuszanie Żydów do całkowitego zanurzenia; tych którzy wynurzyli się zbyt szybko jego podwładni zabijali na miejscu. Dolp miał także w zwyczaju strzelać do Żydów maszerujących w kolumnach roboczych lub do przypadkowo napotkanych Polaków z okolicznych wsi. Niektórzy Żydzi próbowali zbiec na drugą stronę granicy. Niedoszłych uciekinierów zazwyczaj chwytała jednak sowiecka straż graniczna i oddawała w ręce Niemców, którzy próby ucieczek karali natychmiastowym rozstrzelaniem.
Obóz był wizytowany przez delegację Czerwonego Krzyża. Niemcy na dwa dni poprawili wtedy wyżywienie więźniów, wydali im także koce, sienniki i ubrania robocze. Po wyjeździe delegatów sytuacja wróciła do stanu poprzedniego. Członkowie Centralnej Rady Obozowej nie odważyli się poinformować przedstawicieli Czerwonego Krzyża o rzeczywistych warunkach panujących w obozie.
Według Roberta Kuwałka liczbę zmarłych i zabitych więźniów należy liczyć w setkach. Zwłoki ofiar grzebano w rowie przeciwpancernym, w masowych grobach na prowizorycznych cmentarzach, a także na cmentarzu żydowskim w Tomaszowie Lubelskim.

### Akcja pomocy więźniom
Już 1 czerwca 1940 roku lubelski Judenrat powołał do życia Wydział Zamiejscowych Obozów Pracy, który miał sprawować opiekę nad Żydami przetrzymywanymi w Bełżcu i innych obozach pracy. Niedługo później z inicjatywy komendantury obozu zorganizowano wspomniane „Gremium” na czele z Henrykiem Bekkerem. „Gremium” zwróciło się do 57 rad żydowskich z prośbą o partycypację w pokrywaniu kosztów funkcjonowania obozu. Podobny apel wystosował później komendant Dolp. Zaledwie dziewięć Judenratów odpowiedziało jednak pozytywnie na te apele. W niektórych wypadkach aktywność rad żydowskich ograniczyła się wyłącznie do starań o zwolnienie uwięzionych krewnych. W rezultacie ze środków w wysokości 37 178 złotych, które „Gremium” zdążyło wydatkować do 1 września 1940 roku, zaledwie 10 525 złotych pochodziło z wpłat gmin żydowskich. Pozostałe środki przekazał lubelski Judenrat, uzyskując je poprzez nałożenie dodatkowych podatków lub organizację dobrowolnych zbiórek pieniężnych. Dodatkową i wymierną pomoc stanowiły dla więźniów paczki dostarczane przez rodziny.
Znaczne zwiększenie liczby więźniów wymusiło zmiany w instytucjonalnej strukturze akcji pomocowej. 20 sierpnia w Lublinie został powołany dziesięcioosobowy Komitet Pomocy dla Pracujących w Obozach. Do momentu likwidacji obozu Komitet zdołał dostarczyć więźniom 10 ton chleba, a także 2228 kilogramów warzyw i innych produktów spożywczych. Wydatkowano na ten cel 54 715 złotych. Ponadto zakupiono lekarstwa za kwotę 5147 złotych, dostarczono kilkaset sztuk bielizny, odzieży i obuwia oraz surowce do ich reperacji. W obozach zorganizowano cztery izby chorych na 65 miejsc, w których pracowało jedenastu żydowskich lekarzy. Zaaranżowano także zwolnienie z przyczyn zdrowotnych blisko 1,3 tys. więźniów, przy czym dla 180 osób wyasygnowano zapomogi na powrót do domu, a dla 727 osób przepustki na bezpłatną podróż koleją. Komitet przejął ponadto obowiązek dostarczania korespondencji do obozu. Za jego pośrednictwem więźniom przekazano około 50 tys. listów, 28,3 tys. paczek oraz przekazy pieniężne na kwotę 69 422 złotych.
Komitet Pomocy czterokrotnie zwrócił się z apelem o wsparcie do Judenratów działających w miejscowościach, z których pochodzili więźniowie Bełżca. W Lublinie i Warszawie zorganizowano nawet w tej sprawie specjalne konferencje gmin żydowskich. Istotne wsparcie Komitet uzyskał jednak wyłącznie od Judenratów z Warszawy, Piotrkowa, Kielc i Częstochowy. Pozostałe rady zignorowały apele lub ograniczyły się do wysłania jednorazowych dostaw żywności, co częściowo można jednak wytłumaczyć ich trudną sytuacją materialną. Ostatecznie koszty finansowania obozu i pomocy dla więźniów pokrył w 60 proc. lubelski Judenrat – mimo iż Żydzi z Lublina stanowili zaledwie 15 proc. wszystkich więźniów.

## Likwidacja obozu
W październiku 1940 roku Niemcy przystąpili do likwidacji obozu i jego filii. Proces ten odbywał się w atmosferze nieporozumień pomiędzy Globocnikiem a cywilnymi władzami dystryktu lubelskiego. Zdaniem Dariusza Libionki przyczyn decyzji o zlikwidowaniu obozu należy doszukiwać się w fakcie, że „nie spełnił pokładanych w nim przez Globocnika i władze SS nadziei”.
Likwidacja obozu trwała co najmniej kilkanaście dni. Z dokumentów niemieckich wynika, że obóz był zlikwidowany lub znajdował się w stanie likwidacji w dniu 21 października. Sprawozdanie z działalności Gremium Bełżeckiego oraz Komitetu Pomocy dla Pracujących w Obozach Pracy informuje natomiast, że prace w Bełżcu i jego filiach trwały do połowy listopada. Robert Kuwałek jako datę ostatecznej likwidacji obozu wskazywał początek listopada.
W Bełżcu i jego filiach przetrzymywano wówczas około 8 tys. osób. Część więźniów, w szczególności pochodzących z dystryktów radomskiego i warszawskiego, została zwolniona, przy czym zadaniem zorganizowania podróży powrotnej obarczono Judenraty w ich rodzimych miejscowościach. Między innymi w ośmiu transportach odesłano do dystryktu radomskiego 3740 osób (październik). Pozostałych więźniów przeniesiono do innych obozów pracy w Generalnym Gubernatorstwie. Proces „opróżniania” obozu nie przebiegał jednak sprawnie. Wiadomo między innymi, że spośród 920 więźniów, których wysłano z Bełżca transportem do Hrubieszowa, do miejsca przeznaczenia dojechało niespełna pięciuset. Pozostali prawdopodobnie uciekli po wcześniejszym przekupieniu eskorty. Z kolei w jednym z transportów do Radomia znalazło się zaledwie szesnastu mieszkańców tego miasta, a zarazem wielu Żydów z Lublina, którzy mieli później liczne trudności z powrotem do miejsca zamieszkania. Niemieccy urzędnicy określili tę sytuację mianem „cyrku”.
Obóz pracy w Bełżcu był jednym z największych tego typu obozów w okupowanej Polsce. W ocenie Tadeusza Radzika stanowił „modelową egzemplifikację funkcjonowania systemu pracy przymusowej”.

## Epilog
Prawdopodobnie doświadczenia związane z funkcjonowaniem obozu pracy miały wpływ na późniejszą decyzję Globocnika o ulokowaniu w Bełżcu obozu zagłady dla Żydów. Jego budowę rozpoczęto w listopadzie 1941 roku. W latach 1942–1943, podczas akcji „Reinhardt”, w obozie bełżeckim zamordowano około 450 tys. Żydów.
Pamięć o tragicznych warunkach, które panowały w obozie pracy, była żywa wśród lubelskich Żydów. Gdy w marcu 1942 roku rozpoczęły się deportacje z getta w Lublinie, wieść o tym, że miejscem docelowym transportów jest Bełżec, wzbudziła grozę wśród mieszkańców, mimo że nie byli oni jeszcze świadomi, iż wywiezionych morduje się w komorach gazowych nowo otwartego obozu zagłady.
Pozostałości rowu przeciwpancernego budowanego przez więźniów obozu pracy w Bełżcu zachowały się do czasów dzisiejszych w okolicach Bełżca, Narola czy Płazowa. Jeden z jego fragmentów przylega bezpośrednio do terenu Muzeum – Miejsca Pamięci w Bełżcu.
W Bełżcu zachowały się także dwa prowizoryczne cmentarze ofiar obozu pracy. Pierwszy, składający z dwóch masowych mogił i kryjący szczątki Romów i Sinti, znajduje się w dawnym parku dworskim, nieopodal drogi na Jarosław. Drugi znajduje się najprawdopodobniej w lesie nieopodal dawnego młyna.